# Assyriologi
Assyriologi kaldes en i det 19. århundrede fremstået videnskabsgren, hvis genstand er studiet af oldtidsforholdene i Assyrien og Babyloniens sprog, skrift, historie, kunst osv. Til assyriologi må også regnes de skrifter, som angår det i Babylonien i ældgamle tider talte sumeriske sprog, i hvilket mange tekster er affattede, også mange officielle indskrifter.

## Forskningskilder
Assyriologiens forskningskilder kan deles i primær- og sekundærkilder. Med primærkilder menes det materiale, som kileskriftskulturerne efterlod sig i form af arkæologiske og skriftlige levninger, og med sekundærkilder menes den forskning og bearbejdelse af dette materiale, som den moderne tids forskere har stået for.
Med hensyn til primærkilder kan for eksempel nævnes de for den mesopotamiske kultur typiske tempeltårne, ziqquraterne. Bibelens Babelstårn sigter til ziqquraten i Babylon. Videre kan nævnes assyriske paladser, Ashurbanipals bibliotek i Ninive (der man for eksempel kom over Gilgamesh-eposset), den hettitiske hovedstad Hattusa, kongegravene i byen Ur, Kyroscylinderen fra Babylon, og det store palads i den syriske by Mari.
De skriftlige levninger er som sagt omfattende (der nævnes 550.000 kileskrifter) og mangesidige. De består af alt fra breve over administrative tekster, lovtekster og dekreter til litteratur med hymner, maksimer og epik. Også genrer som kongelige annaler, omina-tekster, kongelister, mytologiske samt astronomiske værker er fundet. For den ældre periode er særlig de såkaldte cylinderindskrifter tilhørende den sumeriske byfyrste Gudea vigtige.
Med hensyn til sekundærkilder kan de deles i referenceværker og forskningsrapporter. Til den første kategori hører tegnlister, ordbøger, grammatikbøger og tekstpublikationer. Disse fungerer som et grundlag for videre forskning. Den anden kategori handler om forskning ud fra de primære kilder og referenceværker. Disse er offentliggjorte i egne bøger eller i assyriologiske tidskrifter.

## Historie
Endnu i begyndelsen af det 19. århundrede var der kun yderst begrænset kendskab til Assyrien og Babyloniens oldtid. De eneste kilder var usikre meddelelser hos græske og romerske forfattere og enkelte bemærkninger i Bibelen, der i reglen var upålidelige.

### Baggrund
De talrige indskrifter i kileskrift, som assyriologien har adgang til, lå længe skjulte i jorden, dækkede af århundreders sand og grus. I begyndelsen af det 19. århundrede kendtes kun yderst få indskrifter fra Assyrien og Babylonien, men takket være Carsten Niebuhr, som kong Frederik V i 1761 sendte til Arabien og omliggende lande, havde den lærde verden let adgang til pålidelige afskrifter af de kileindskrifter, som prydede ruinerne af kongepaladserne i Persepolis. Til disse indskrifter var der benyttet tre slags kileskrift, hvert bestående af talrige tegn. Som det formodedes, var der til disse indskrifter benyttet tre forskellige sprog. Men de var alle ukendte. Et af de tre skriftsystemer var simplere end de to andre: det talte kun et par snese tegn, hvad Niebuhr havde påvist.

### Tidlige tekststudier
Sproget, der var benyttet til dette skriftsystem, antoges med rette for oldpersisk. Biskop Frederik Münter påviste en gruppe, der betød "konge", men læse den kunne han ikke. Grotefend i Hannover fandt derimod ud af, hvor der i den persiske tekst måtte stå "Dareios", og hvor der stod "Xerxes"; ja, han tydede de tegn, hvormed disse navne var skrevne. Han påviste også betydningen af enkelte tegn i et andet af de tre skrift-systemer, nemlig i det, som man med rette formodede tilhørte Babylonien og Assyrien. Men han kom aldrig videre. Heldigvis tog den geniale Rasmus Rask sig af sagen og påviste i den persiske tekst bogstaverne M og N. Da var dæmningen gennembrudt, dechifreringen kunde gå fremad. Den persiske kileskrift blev helt tydet i løbet af forholdsvis få år. Den babylonske eller assyriske kileskrift, som fandtes i den tredje kolonne, og som man snart så, var den vigtigste af dem alle, da tusinder af indskrifter af denne art bragtes til Europa år efter år, modstod længe. Der var hundreder af tegn, man ikke kunne læse, selv om nogle enkelte var dechifrerede af Botta og andre.
Men lige som Rask havde brudt igennem en skranke, nedbrødes en anden hindring af sir Henry Rawlinson, engelsk general og gesandt i Persien. Med umådeligt besvær tog han en nøjagtig afskrift af en tresproget indskrift ved Behistun (Bisitun) i Persien, der var indhugget på en lodret klippevæg, 300 fod over jorden. Der var i den 90 egennavne, hvis dechifrering gav nøglen til tydningen af hundreder af assyriske tegn. Sir Henry Rawlinson kunne således med rette nævnes som grundlæggeren af assyriologi. Ved siden af ham må for øvrigt med ære nævnes dr.theol. Edvard Hincks i Irland og Jules Oppert, der fra 1847 levede i Paris.
Når man nævner disse tre mænd som grundlæggere af assyriologi, må man ikke glemme de to store udgravere Paul Emil Botta, der opdagede og udgravede kong Sargons residens nord for Ninive, "Dur-sar-ukin" (senere Khorsabad), og sir Austin Henry Layard, som udgravede Ninive og Kalah (Nimrod). Den første, der har udgivet Monuments de Ninive, har tillige dechifreret mange tegn; den sidste har særlig studeret kunsten. Man har ham at takke for gode afbildninger af de talrige figurer og scener, med hvilke de af ham opdagede assyriske mindesmærker er prydede. Af disses efterfølgere må frem for alle nævnes George Smith, der løste adskillige vanskelige, assyriologi vedkommende, hidtil ubesvarede spørgsmål på en tilfredsstillende måde. Ham lykkedes det også iblandt mange tusinder af brudstykker af tavler med kileskrift at finde dem, der gengav de babylonske oldsagn om en stor vandflod, og at sætte de talrige små brudstykker sammen i deres rette følge.
Da der, takket være Botta, Layard, Rawlinson, George Smith og andre efterhånden blev udgivet pålidelige afskrifter af vigtige assyriske indskrifter, og da således studiet af assyriologi ikke som tidligere kun kunne drives af de få lærde, der havde tid og lejlighed til at sidde i arbejdsværelserne i de assyriske samlinger i British Museum og i Louvre for at tyde originalerne, fremstod der snart i de fleste europæiske lande duelige medarbejdere, som søgte at bringe den unge videnskab videre, og denne er også år for år stadigt gået stærkt fremad. Hvad det frem for alt kom an på, var at få udgivet pålidelige afskrifter af de indskrifter, der fandtes i de store samlinger: i British Museum, i Louvre, i Berlin og i Konstantinopel. Layard og frem for alle Rawlinson havde allerede fra 1851 givet udmærkede udgaver af en del af de i historisk og sproglig henseende vigtigste indskrifter i British Museum; og senere har administrationen udgivet rækker af fortræffelige udvalg af de vigtigste indskrifter under titlen Cuneiform Texts from Babylonian Tablets etc., henved 30 bind i folio. Af de højst interessante indskrifter i Louvre er ligeledes de vigtigste udgivne, dels i Découvertes en Chaldée (udgivet under Ledelse af L. Heuzey), dels i skrifter, der skyldes andre lærde (F. Thureau-Dangin o. a.). Hvad de store Samlinger i Konstantinopel angår, skyldes deres opdagelse og indsamling næsten udelukkende udgravninger, foretagne af europæiske og amerikanske lærde, og disse har ligeledes sørget for deres nøjagtige udgivelse (The Babylonian Expedition of the University of Pennsylvania, henved 30 bind i folio, Filadelfia).
Af andre vigtige fund må nævnes fundene fra Susa, der skyldes den store franske ekspedition til Persien under J. de Morgan. Denne har også hjembragt mange babylonske indskrifter, der i blandt den verdensberømte støtte i Louvre med Hamurabis love, som pater Scheil har udgivet i faksimile med fransk oversættelse og fortolkning, og som siden andre assyriologer også har søgt at tolke. Endelig må nævnes de i Tell-el-Amarna i Ægypten fundne breve fra asiatiske fyrster og statholdere, sendte til Ægyptens konge og affattede i babylonske sprog og skrifter; de er for oversatte og forklarede i et omfattende værk af prof. theol. J.A. Knudtzon i Kristiania (Die El-Amarna Tafeln, Leipzig 1907—14). De fleste af tavlerne ejes af British Museum og af Berlins Museum (udgivet i afskrift af disse samlingers administration); nogle få er i Kairo.
Når talen er om assyriologi, må det ikke glemmes, at studiet af originalindskrifterne, når de, som det i reglen er tilfældet, består af tavler af ler, brændte eller ubrændte, med indridsede kileskrifttegn, er en yderst vanskelig sag, som næppe nogen kommer rigtig ind i, uden gennem måneders studium og møjsommelige forsøg. Når tavlerne ikke er brændte i ovne, men kun tørrede i luften, vil i reglen tydning være så godt som umulig. De på stentavler indhuggede indskrifter er langt tydeligere og er derfor i reglen tidligt blevne læste, udgivne og tolkede. Efterhånden blev dog flere og flere af de mange tusinde lertavler med kileskrift tilgængelige for granskerne i gode, ikke alt for kostbare udgaver, med eller uden oversigt over indholdet. Man har efterhånden talrige gode hjælpemidler til studiet.

### Sproglære
Den assyriske sproglære er behandlet af J. Menant, J. Oppert, Fr. Delitzsch, A. Ungnad og andre. Vejledning til læsning af assyrisk og babylonsk skyldes blandt andet J. Menant, Sayce og Fr. Delitzsch, af hvis "Lesestücke" der er udkommet flere samlinger af de talrige skrifttegn med angivelse af deres betydning findes dels i grammatikker og læsestykker, dels i egne værker; i Danmark således i G. Howardys Clavis Cuneorum. De vigtigste frembringelser af den gamle assyriske og babylonske litteratur, af hvilke vi efterhånden er komne i besiddelse, er i løbet af årene udgivne snart i større samlinger, snart i skrifter, som kun behandler en enkelt konges indskrifter. Det engelske Records of the Past giver engelske oversættelser af de vigtigste assyriske (og ægyptiske) indskrifter, Keilschriftliche Bibliothek har foruden tysk oversættelse udgivet en omskrivning med latinske bogstaver af den assyriske tekst efter den formodede udtale. Andre skrifter har foruden oversættelse og omskrivning tillige udgivet den assyriske tekst i kileskrift. Dette er fx tilfældet med N. Rasmussen Lindegaards: Salmanassar II, Indskrifter i Kileskrift, Translitteration og Translation samt Kommentar til Monolith-Indskriften Col. I (København 1897); med George Smiths Assurbanipal, med pater Scheils Khamurabi, der findes i den af J. de Morgan udgivne samling, Délégation on Perse: Textes sémitiques o. fl. a.

## Uddannelse
I Danmark kan man tage bachelor- og kandidatuddannelse i assyriologi på Carsten Niebuhr Afdelingen ved Københavns Universitet. Studiet omfatter det gamle Iraks historie, kultur, arkæologi og sprog (dvs. akkadisk og kileskrift).

### Assyriologiens institutionelle repræsentation i Holland
- The Netherlands Institute for the Near East (NINO), Leiden

- Leiden University
  - Faculty of Humanities
    - Institute for Area Studies (LIAS)
      - Department of Assyriology